# 18 de diciembre
El 18 de diciembre es el 352.º (tricentésimo quincuagésimo segundo) día del año en el calendario gregoriano y el 353.º en los años bisiestos. Quedan 13 días para finalizar el año.

## Acontecimientos
- 218 a. C.: en el río Trebia, cerca de Piacenza (Italia) ―en el marco de la segunda guerra púnica―, las tropas cartaginesas de Aníbal derrotan al ejército romano en la batalla del Trebia.
- 1118: en España, Alfonso I el Batallador conquista Zaragoza.
- 1271: Kublai Khan renombra su imperio Yuan, marcando oficialmente el inicio de la dinastía Yuan de Mongolia y China.
- 1273: en Italia un terremoto destruye la ciudad de Potenza.
- 1642: Abel Tasman se convierte en el primer europeo que pone pie en Nueva Zelanda.
- 1653: en Colombia es fundada la universidad Colegio Mayor de Nuestra Señora del Rosario.
- 1806: en París, el diario Journal de l’Empire da la noticia «a los cuatro rincones del imperio», de que Nicéphore Niépce (32) ―que en 1824 será el inventor de la fotografía― y su hermano Claude Niépce (1763-1828) inventaron el pireolóforo, el primer motor de combustión interna del mundo, que en meses anteriores había impulsado con éxito un barco aguas arriba en el río Saona (en su ciudad natal de Chalon-sur-Saône). Este primer motor será patentado el 20 de julio de 1807. Aunque nunca se comercializó, proporcionó cierto renombre al talento de ambos hermanos como inventores.
- 1812: en Cádiz (España) tiene lugar el primer Sorteo Extraordinario de Navidad de Lotería Nacional.
- 1828: en Sanjō (Japón) sucede un terremoto que deja 1443 víctimas y destruye 11 750 viviendas.
- 1837: en España, Antonio García Gutiérrez estrena El rey monje, que trata el tema de la Campana de Huesca.
- 1848: en el extremo sur de Chile, se traslada la colonia de Fuerte Bulnes y se funda la aldea de Punta Arenas (la segunda ciudad más austral del mundo, después de la argentina Ushuaia).
- 1856: cerca de Buenos Aires (Argentina) se funda la villa de San Martín, cabecera del partido homónimo.
- 1859: en Italia, el sacerdote Juan Bosco funda la Congregación Salesiana.
- 1878: en Catar, la familia Al-Thani se convierte en los dictadores hasta la actualidad.
- 1889: en el estado de Pensilvania (Estados Unidos) se funda el pueblo de Johnstown.
- 1892: en San Petersburgo (capital del Imperio ruso), Piotr Ilich Chaikovski estrena El cascanueces ante la presencia del zar Alejandro III.
- 1892: en Viena (Austria) se estrena la Sinfonía n.º 8, de Bruckner, con Hans Richter dirigiendo la Orquesta Filarmónica de Viena.
- 1908: en una conferencia médica en Viena (Austria), el biólogo austriaco Karl Landsteiner (1868-1943) y su ayudante Erwin Popper demuestran que descubrieron el virus que provoca la poliomielitis.[1]
- 1912: en Londres, Charles Dawson anuncia la existencia del fósil hombre de Piltdown, descubierto por un leñador. Más tarde se comprobará que era un fraude.
- 1916: en el marco de la Primera Guerra Mundial (1914-1918), termina la batalla de Verdún. Los franceses vencen a los invasores alemanes ―bajo el mando de Erich von Falkenhayn―, que sufren 337 000 bajas.
- 1929: en Uruguay se crea el SODRE, organismo público encargado originalmente de la radiodifusión pública, hoy responsable del Ballet Nacional Sodre, orquesta sinfónica, conjunto de música de cámara, coro, además de varias academias como la Escuela Nacional de Danza, y el Archivo de la Imagen y la Palabra.
- 1935: en Buenos Aires (Argentina), Boca vence a Tigre 3-0 y se consagra campeón de la Primera División (Argentina) por tercera vez en su historia.
- 1935: el neerlandés Max Euwe se proclama nuevo campeón mundial de ajedrez tras derrotar al rusofrancés Alexandre Alekhine que lo retuvo durante ocho años.
- 1938: en Buenos Aires (Argentina), Club Atlético Independiente se consagra campeón de Primera División por primera vez en el profesionalismo, tras vencer 8 a 2 Club Atlético Lanús.
- 1940: Adolf Hitler ordena a sus generales preparar la invasión de Rusia bajo el nombre clave de Operación Barbarroja.
- 1956: en Nueva York, la Asamblea General de las Naciones Unidas vota por unanimidad la admisión de Japón.
- 1958: Estados Unidos lanza el satélite SCORE, considerado el primer satélite de comunicaciones de la Historia.
- 1960: en Mar del Plata, 415 km al sur de Buenos Aires (Argentina) se inaugura el Canal 8.
- 1961: en India, las tropas indias se imponen —por medio de una ofensiva relámpago— en las colonias portuguesas Goa, Diu y Damao.
- 1965: en un pozo a 27 metros bajo tierra, en el área U18d del Sitio de pruebas atómicas de Nevada (a unos 100 km al noroeste de la ciudad de Las Vegas), a las 11:35 (hora local) Estados Unidos detona su bomba atómica Sulky, de 0,92 kilotones. Es la bomba n.º 402 de las 1132 que Estados Unidos detonó entre 1945 y 1992.
- 1966: en Lima (Perú), Luis Bedoya Reyes funda el Partido Popular Cristiano (que al 2008 es el tercer partido más antiguo del país en actividad).
- 1966: Richard L. Walker descubre Epimeteo, satélite de Saturno.
- 1968: en Nueva York, la ONU aprueba la Resolución 2429, en la que declara que el mantenimiento de la situación colonial de Gibraltar por parte de los británicos es contrario a los propósitos y principios de la Carta de las Naciones Unidas.
- 1969: en Reino Unido queda abolida la pena de muerte.
- 1973: la Unión Soviética lanza la Soyuz 13.
- 1975: en Buenos Aires (Argentina) se funda la Asamblea Permanente por los Derechos Humanos.
- 1975: México reanuda relaciones diplomáticas con España, suspendidas con el gobierno del dictador Francisco Franco tras la Guerra Civil, aunque mantenidas con el gobierno republicano en el exilio.
- 1978: Dominica es aceptada como miembro de las Naciones Unidas.
- 1979: en España entra en vigor el segundo Estatuto de Autonomía de Cataluña.
- 1983: en Avellaneda (Gran Buenos Aires), el Racing Club desciende por primera vez a la segunda división de ese país, tras caer 4 a 3 en su propio estadio ante el Rácing Club de Córdoba.
- 1985: en Filipinas naufraga el barco Asunción. Mueren 60 personas.
- 1987: en Japón sale a la venta el primer capítulo de la mítica saga de videojuegos Final Fantasy para NES.
- 1989: en las islas Galápagos, los presidentes de los países integrantes del Pacto Andino acuerdan reactivar el Pacto.
- 1989: la Unión Europea y la Unión Soviética firman un tratado de cooperación económica.
- 1990: la Cámara de los Comunes del Reino Unido rechaza la restauración de la pena de muerte.
- 1994: el Club Universidad de Chile consigue su octavo título de fútbol profesional después de una sequía de 25 años.
- 1995: en Europa, Javier Solana toma posesión como secretario general de la OTAN.
- 1996: en Perú, miembros del MRTA asaltan la embajada japonesa en Lima, provocando la muerte de dos policías y un magistrado; en el asalto para liberar a los rehenes, murieron los catorce secuestradores.
- 1996: Japón inaugura el Aqualine Bahía de Tokio, un túnel-puente que une dos zonas de la bahía de Tokio, la autopista bajo el mar más larga del mundo.
- 2000: en Bogotá (Colombia) comienza a operar el sistema de transporte urbano Transmilenio
- 2002: se estrena a nivel mundial la película El Señor de los Anillos: Las Dos Torres, segunda entrega de la trilogía de Peter Jackson, basada en la novela de J. R. R. Tolkien.
- 2005: en Bolivia, Evo Morales (candidato del Movimiento al Socialismo) gana las Elecciones presidenciales con el 53,72 % de los votos.
- 2006: los Emiratos Árabes Unidos celebran sus primeras elecciones.
- 2010: en Túnez comienzan las protestas antigubernamentales que iniciarán la Primavera Árabe.
- 2011: en Irak, fin de la guerra que había comenzado en 2003.
- 2016: la cantante Camila Cabello sale de la banda Fifth Harmony después de estar cuatro años y medio en la banda.
- 2018: en Bruselas (Bélgica) dimite el primer ministro Charles Michel después de la ruptura del pacto de gobierno que tenía con los independentistas flamencos de la N‑VA (Nueva Alianza Flamenca) provocada por la ratificación por parte de Bélgica del Pacto Mundial sobre Migración.
- 2022:  la Selección de Argentina se consagra campeón del mundo después de 36 años al derrotar en tanda de penaltis a la selección francesa por 4 a 2, en la final de Catar 2022.

## Nacimientos
- 1392: Juan VIII Paleólogo, emperador bizantino (f. 1448).
- 1505: Felipe de Utre, explorador y conquistador alemán (f. 1546).
- 1575: Michelagnolo Galilei, compositor y lutista italiano (f. 1631).
- 1610: Charles du Fresne, señor Du Cange, jurista, historiador y glosógrafo francés (f. 1688).
- 1661: Christopher Polhem, ingeniero e inventor sueco (f. 1751).
- 1714: Felipa Isabel de Orleans, aristócrata francesa (f. 1734).
- 1718: Ana Leopóldovna de Mecklenburg-Schwerin, aristócrata rusa (f. 1746).
- 1731: Girolamo Tiraboschi, jesuita y erudito italiano (f. 1794).
- 1734: Jean-Baptiste Rey, compositor francés (f. 1810).
- 1768: Marie-Guillemine Benoist, pintora francesa (f. 1826).
- 1778: Joseph Grimaldi, actor y bailarín británico (f. 1837).
- 1788: Camille Pleyel, pianista francés (f. 1855).
- 1795: José María Raygada, militar y político peruano (f. 1859).
- 1822: Bernardo de Irigoyen, abogado, diplomático y político argentino (f. 1906).
- 1825: Mariano Ignacio Prado, militar y político peruano, dos veces presidente del Perú: entre 1867-1868 y 1876-1879 (f. 1901).
- 1835: Lyman Abbott, pastor estadounidense (f. 1922).
- 1839: Théodule-Armand Ribot, psicólogo francés (f. 1916).
- 1845: Nikola Pašić, político y diplomático serbio (f. 1926).
- 1855: Adolfo Lutz, médico y científico brasileño (f. 1940).
- 1856: Joseph John Thomson, físico británico, premio Nobel de Física en 1906 (f. 1940).
- 1859: Gloria Melgar Sáez, compositora y pintora española (f. 1938).
- 1863: Francisco Fernando, archiduque austro-húngaro antes de la Primera Guerra Mundial (f. 1914).
- 1870: Saki (Hector Hugh Munro), escritor británico (f. 1916).
- 1878: Iósif Stalin, dirigente soviético y secretario general del PCUS (f. 1953).
- 1879: Paul Klee, pintor suizo (f. 1940).
- 1882: Richard Maury, ingeniero argentino (f. 1950).
- 1883: Raimu, actor francés (f. 1946).
- 1884: Graciano Atienza Fernández, periodista, abogado y político español (f. 1935).
- 1886: Ty Cobb, beisbolista estadounidense (f. 1961).
- 1888: Gladys Cooper, actriz británica (f. 1971).
- 1889: José Rafael Pocaterra, escritor venezolano (f. 1955).
- 1890: Edwin Armstrong, ingeniero electrónico e inventor estadounidense (f. 1954).
- 1893: José Rojas Moreno, diplomático español (f. 1973).
- 1896: José Ibáñez Martín, aristócrata y político español (f. 1969).
- 1897: Fletcher Henderson, pianista estadounidense (f. 1952).
- 1898: Konrad Kaletsch, empresario alemán (f. 1978).
- 1899: Eugène Canseliet, escritor y alquimista francés (f. 1982).
- 1899: Peter Wessel Zapffe, filósofo noruego (f. 1990).
- 1902: Paco Martínez Soria, actor español (f. 1982).
- 1902: Susanne Lorcia, bailarina francesa (f. 1999).
- 1904: George Stevens, cineasta estadounidense (f. 1975).
- 1906: Victoriano Crémer, poeta y novelista español (f. 2009).
- 1908: Celia Johnson, actriz inglesa (f. 1982).
- 1911: Jules Dassin, cineasta estadounidense (f. 2008).
- 1912: Benjamin Oliver Davis, general estadounidense (f. 2002).
- 1913: Alfred Bester, escritor de ciencia ficción estadounidense (f. 1987).
- 1913: Willy Brandt, canciller alemán, premio Nobel de la Paz en 1971 (f. 1992).
- 1914: Pedro Ortega Díaz, abogado y político comunista venezolano (f. 2006).
- 1916: Betty Grable, actriz, cantante y bailarina estadounidense (f. 1973).
- 1918: Givi Dzhavajishvili, primer ministro de Georgia (f. 1985).
- 1920: Robert Leckie, marine y escritor estadounidense (f. 2001).
- 1922: Carlos Altamirano Orrego, abogado y político chileno  (f. 2019).
- 1922: María Dólina, pilota militar soviética, Heroína de la Unión Soviética (f. 2010).
- 1923: Eugenio Garza Lagüera, empresario, industrial y filántropo mexicano (f. 2008).
- 1926: Antonio Lamela, arquitecto español (f. 2017).
- 1926: Jaume Camprodon Rovira, obispo español (f. 2016).
- 1927: Ramsey Clark, fiscal general estadounidense (f. 2021).
- 1927: Roméo LeBlanc, periodista y político canadiense (f. 2009).
- 1929: Orlando Cantuarias, abogado y político chileno (f. 2014).
- 1929: Józef Glemp, cardenal polaco (f. 2013).
- 1930: Jesús Puente, actor y presentador de televisión español (f. 2000).
- 1931: Allen Klein, cazatalentos estadounidense (f. 2009).
- 1932: Rafael Valek, futbolista colombiano (f. 2013).
- 1935: Luis Solana, político español.
- 1938: Lucía Baquedano, novelista española.
- 1938: Chas Chandler, músico y productor musical británico, de la banda The Animals (f. 1996).
- 1938: Fabio Alberto Roversi Monaco, jurista y catedrático italiano.
- 1939: Michael Moorcock, escritor británico.
- 1939: Hugo Sofovich, productor, director y libretista argentino (f. 2003).
- 1939: Harold E. Varmus, médico estadounidense, premio nobel de medicina en 1989.
- 1940: Luis Negreiros Criado, sociólogo y político peruano.
- 1941: Luis Guillermo Hernández, poeta peruano (f. 1977).
- 1943: Keith Richards, guitarrista británico, de la banda The Rolling Stones.
- 1943: Alan Rudolph, guionista y cineasta estadounidense.

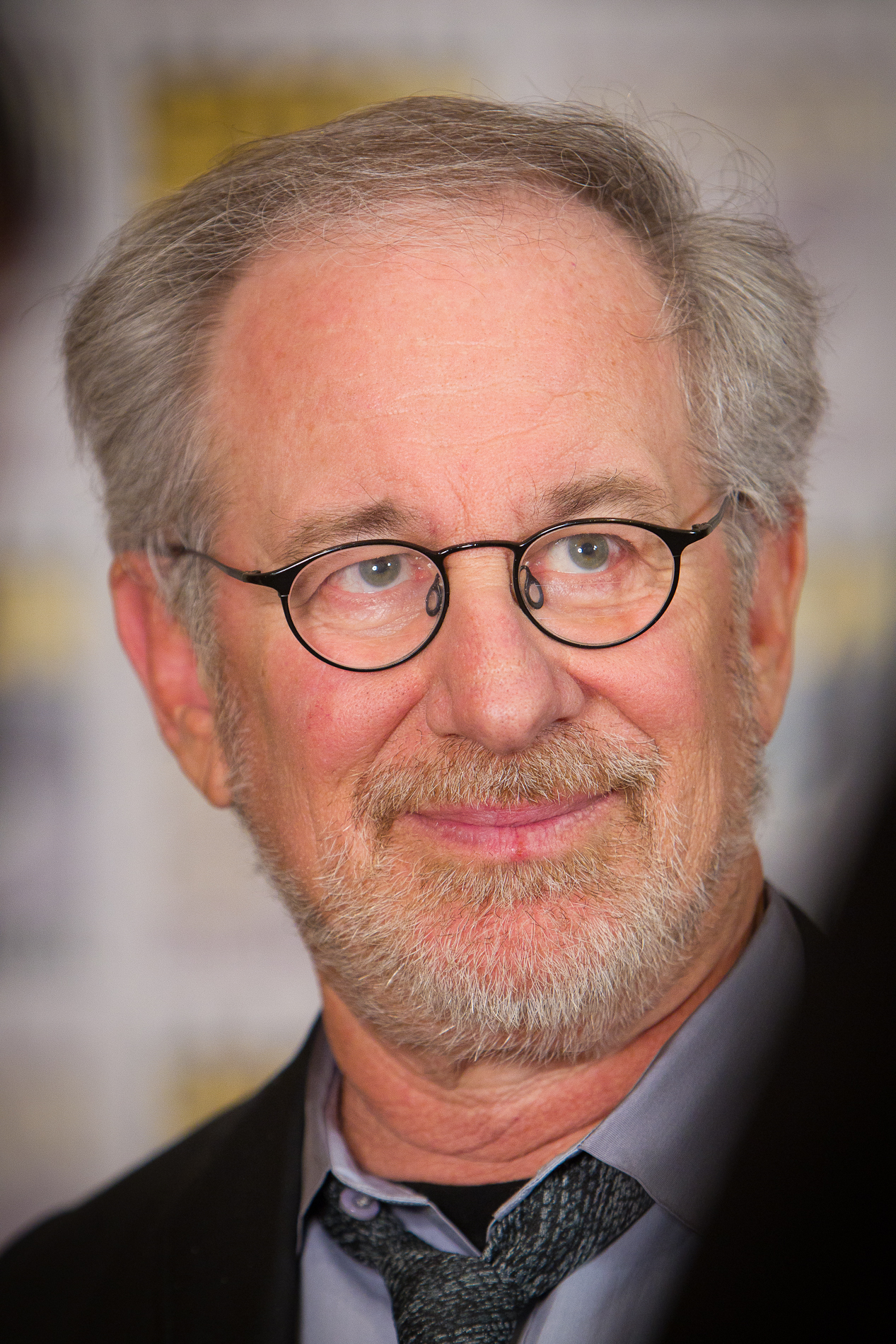
Steven Spielberg.

- 1946: Steve Biko, activista sudafricano, asesinado por el Gobierno (f. 1977).
- 1946: Steven Spielberg, cineasta estadounidense.
- 1948: Miguel Kast, economista y político chileno (f. 1983).
- 1948: Bill Nelson, músico británico.
- 1948: Angela Sommer-Bodenburg, escritora alemana.
- 1948: Laurent Voulzy, cantautor francés.
- 1949: David A. Johnston, vulcanólogo estadounidense (f. 1980).
- 1950: Gillian Armstrong, cineasta australiana.
- 1950: Randy Castillo, baterista estadounidense (f. 2002).
- 1950: Leonard Maltin, crítico de cine estadounidense.
- 1951: Bobby Jones, baloncestista estadounidense.
- 1951: Alvin Roth, economista estadounidense.
- 1953: Elliot Easton, guitarrista estadounidense, de la banda The Cars.
- 1953: José Antonio Gómez Urrutia, abogado y político chileno.
- 1954: Ray Liotta, actor estadounidense (f. 2022).
- 1954: Uli Jon Roth,  músico, compositor y productor discográfico alemán.
- 1954: Milan Pantić, periodista serbio (f. 2001).
- 1955: Boy Olmi, actor argentino.
- 1957: El Zurdo, músico español, de las bandas Kaka de Luxe y La Mode.
- 1959: Chaqueño Palavecino, cantor de folclore argentino.
- 1960: Yoon Suk-yeol, político surcoreano, presidente de Corea del Sur entre 2022 y 2024.
- 1961: Chino Volpato, humorista argentino.

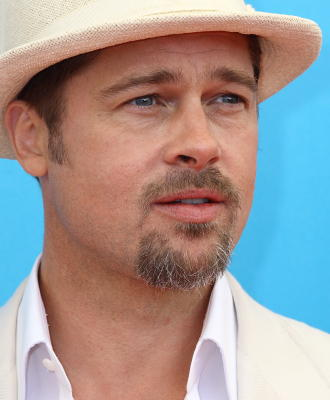
Brad Pitt.

- 1963: Pierre Nkurunziza, político burundés, presidente de Burundi entre 2005 y 2020 (f. 2020)
- 1963: Charles Oakley, baloncestista estadounidense.
- 1963: Brad Pitt, actor y productor estadounidense.
- 1964: Stone Cold Steve Austin, luchador profesional, actor y presentador de televisión estadounidense.
- 1964: Robson Green, actor y cantante británico.
- 1966: Óscar Artetxe, futbolista español.
- 1966: Gianluca Pagliuca, futbolista italiano.
- 1966: Mario Frangoulis, cantante, tenor y actor griego.
- 1967: Mille Petrozza, guitarrista y cantante alemán, de la banda Kreator.

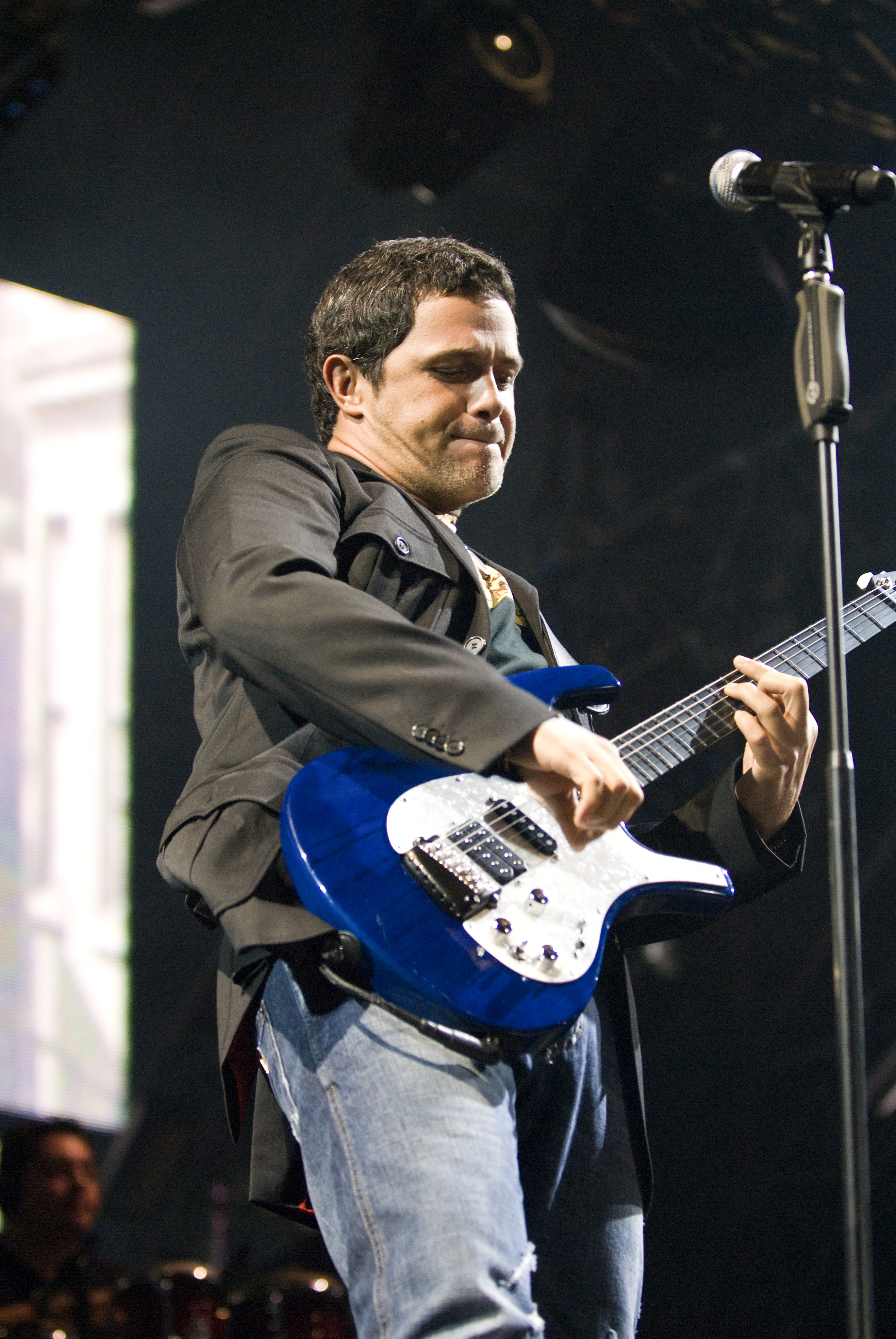
Alejandro Sanz.

- 1968: Mario Basler, futbolista alemán.
- 1968: Rachel Griffiths, actriz australiana.
- 1968: Alejandro Sanz, cantante y compositor español.
- 1968: Casper Van Dien, actor estadounidense.
- 1969: Santiago Cañizares, portero de fútbol español.
- 1970: DMX, rapero y actor estadounidense (f. 2021).
- 1970: Lucious Harris, jugador de baloncesto estadounidense.
- 1970: Rob Van Dam, luchador profesional estadounidense.
- 1970: Fernando Solabarrieta, periodista chileno.
- 1971: Noriko Matsueda, compositor japonés.
- 1971: Arantxa Sánchez Vicario, tenista española.
- 1972: DJ Lethal, músico letón, de la banda Limp Bizkit.
- 1972: Raymond Herrera, baterista estadounidense, de la banda Fear Factory.
- 1972: Jason Mantzoukas, actor y humorista estadounidense.
- 1972: Evgenia Shishkova, patinadora artística rusa (f. 2025).
- 1974: Kari Byron, artista y personalidad de televisión estadounidense.
- 1974: Thomas Parker Bowles, escritor y crítico gastronómico británico, hijo del primer matrimonio de la reina Camila.
- 1974: Euroboy, músico noruego, de la banda Turbonegro.

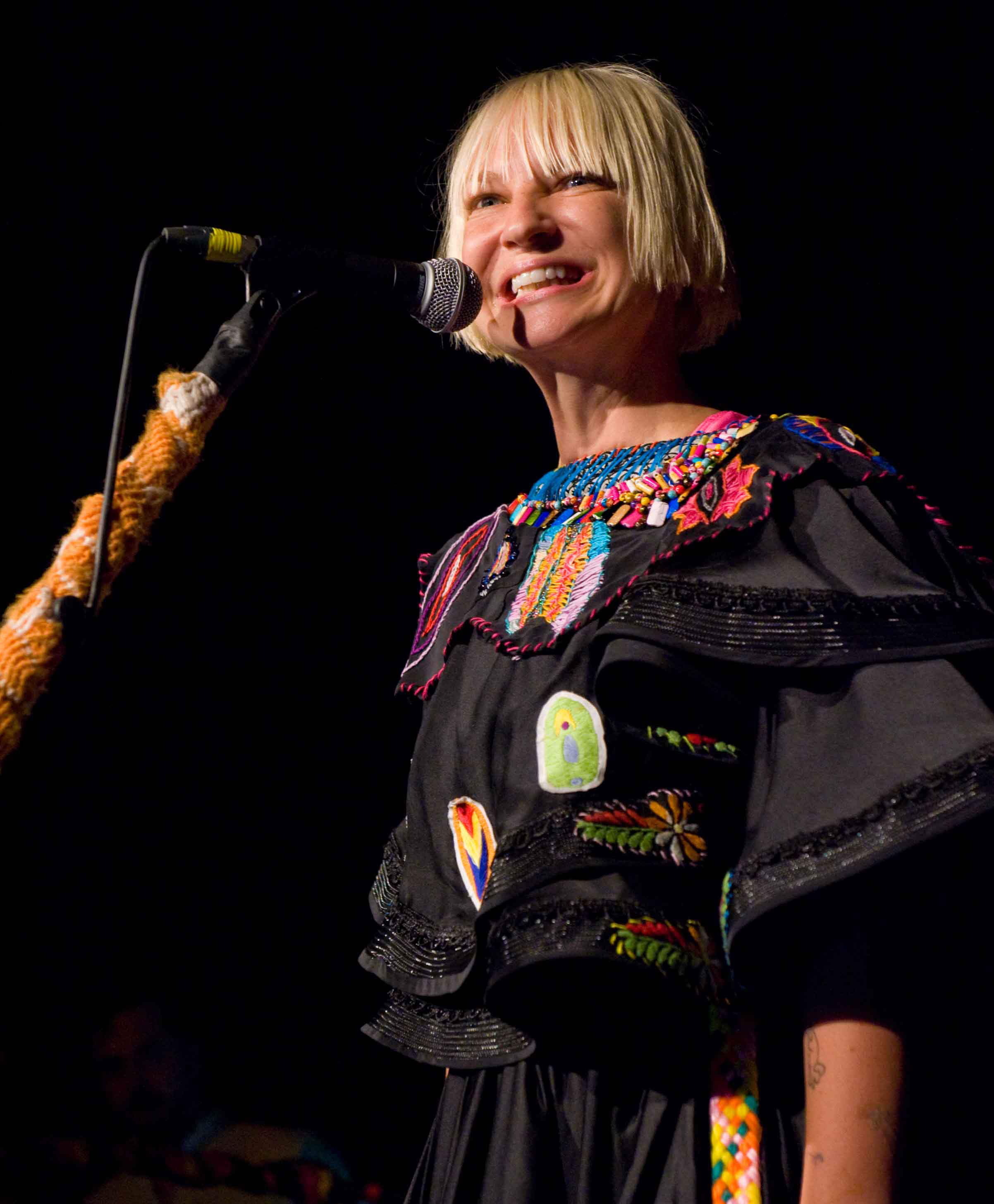
Sia

- 1975: Michael Barry, ciclista canadiense.
- 1975: Mara Carfagna, política italiana.
- 1975: Nicolás Saavedra, actor chileno.
- 1975: Sia, cantante y compositora australiana.
- 1975: Trish Stratus, luchadora profesional canadiense.
- 1975: Masaki Sumitani, comediante japonés.
- 1976: Pierre Ducrocq, futbolista francés.
- 1977: José Acevedo, beisbolista dominicano.
- 1977: Axwell, DJ y productor musical sueco.
- 1977: Mutassim Gadafi, general libio (f. 2011).
- 1977: María Brink, cantautora estadounidense de rock.

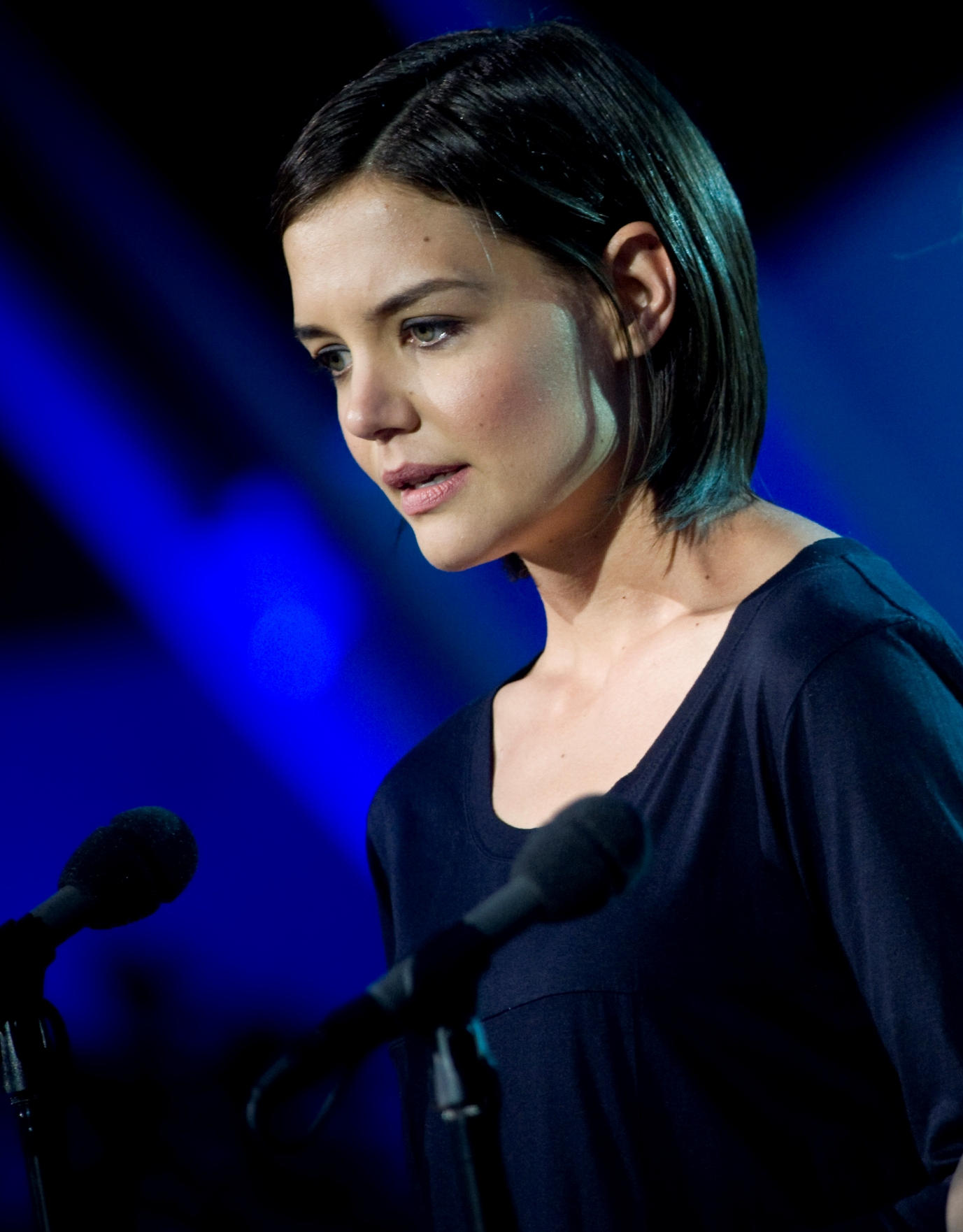
Katie Holmes.

- 1978: Katie Holmes, actriz estadounidense.
- 1978: Joshua Dallas, actor estadounidense.
- 1979: Eric Pérez, luchador puertorriqueño.
- 1979: Mamady Sidibé, futbolista maliense.

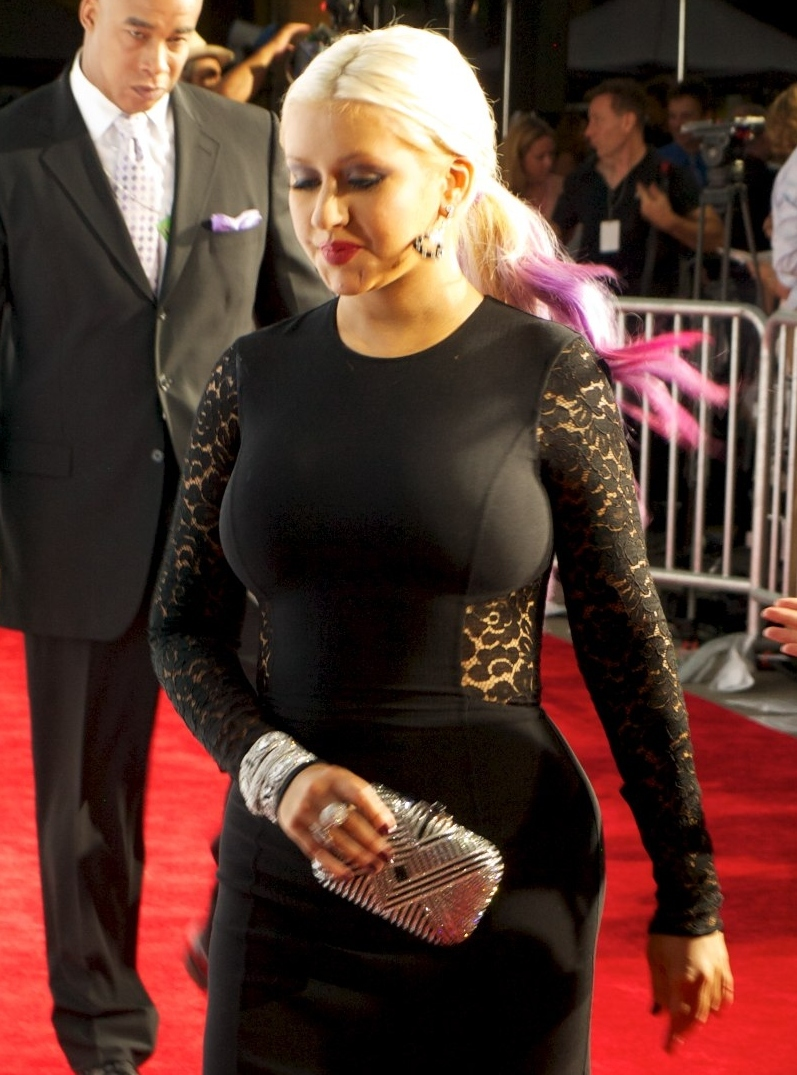
Christina Aguilera.

- 1980: Christina Aguilera, cantautora, productora y actriz estadounidense.
- 1980: Anna Walton, actriz y modelo inglesa.
- 1980: Marel Baldvinsson, futbolista islandés.
- 1983: Janez Brajkovič, ciclista esloveno.
- 1985: Tara Conner, modelo estadounidense.
- 1985: Natasha Galkina, modelo y actriz rusa.
- 1985: Karina Jordán, actriz peruana.
- 1986: Jery Sandoval, actriz, modelo y cantante colombiana.
- 1987: Ayaka, cantautora japonesa.
- 1987: Miki Ando, patinadora japonesa.
- 1987: Rian Dawson, baterista estadounidense, miembro de la banda All Time Low.
- 1989: Ashley Benson, modelo, actriz de cine y televisión estadounidense.
- 1989: Ashley Slanina-Davies, actriz británica.
- 1990: Laurita Fernández, bailarina, actriz y presentadora de radio y televisión argentina.
- 1990: Sierra Kusterbeck, cantante estadounidense, de la banda VersaEmerge.Billie Eilish

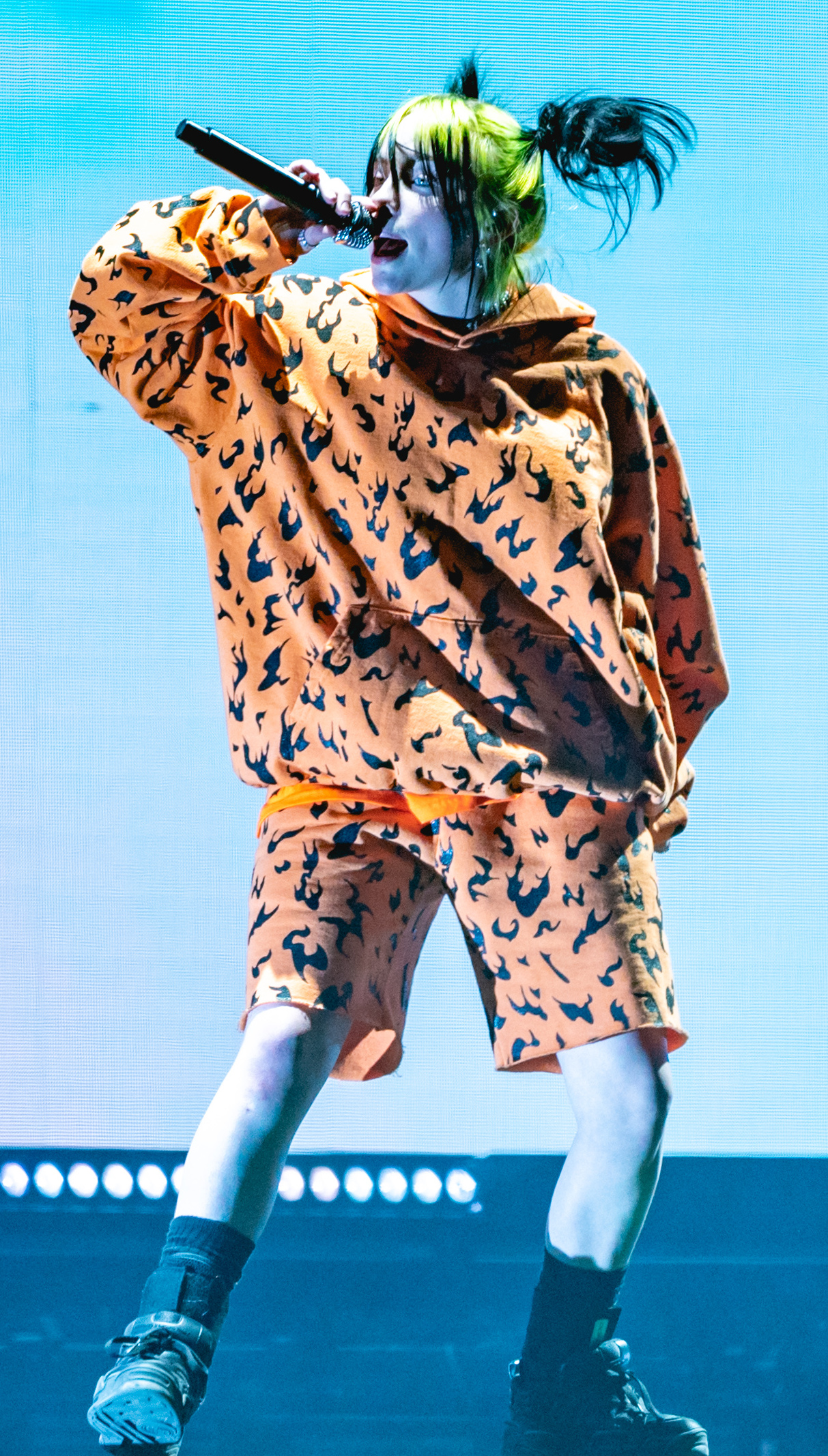
Billie Eilish

- 1990: Hiroko Kuwata, tenista japonesa.
- 1991: José Adolfo Valencia, es un futbolista colombiano. Juega de extremo o centrodelantero.
- 1992: Bridgit Mendler, actriz y cantante estadounidense.
- 1993: Byron Buxton, beisbolista estadounidense.
- 1995: Mads Pedersen, ciclista danés.
- 1995: Lim Na-young, cantante, bailarina y rapera surcoreana.
- 1998: Alejandro Felipe Flores, actor mexicano.

- 2001: Billie Eilish, cantante estadounidense.

## Fallecimientos
- 821: Teodulfo de Orleans, obispo español (n. 750).
- 1680: Baldassare Ferri, cantante italiano (n. 1610).

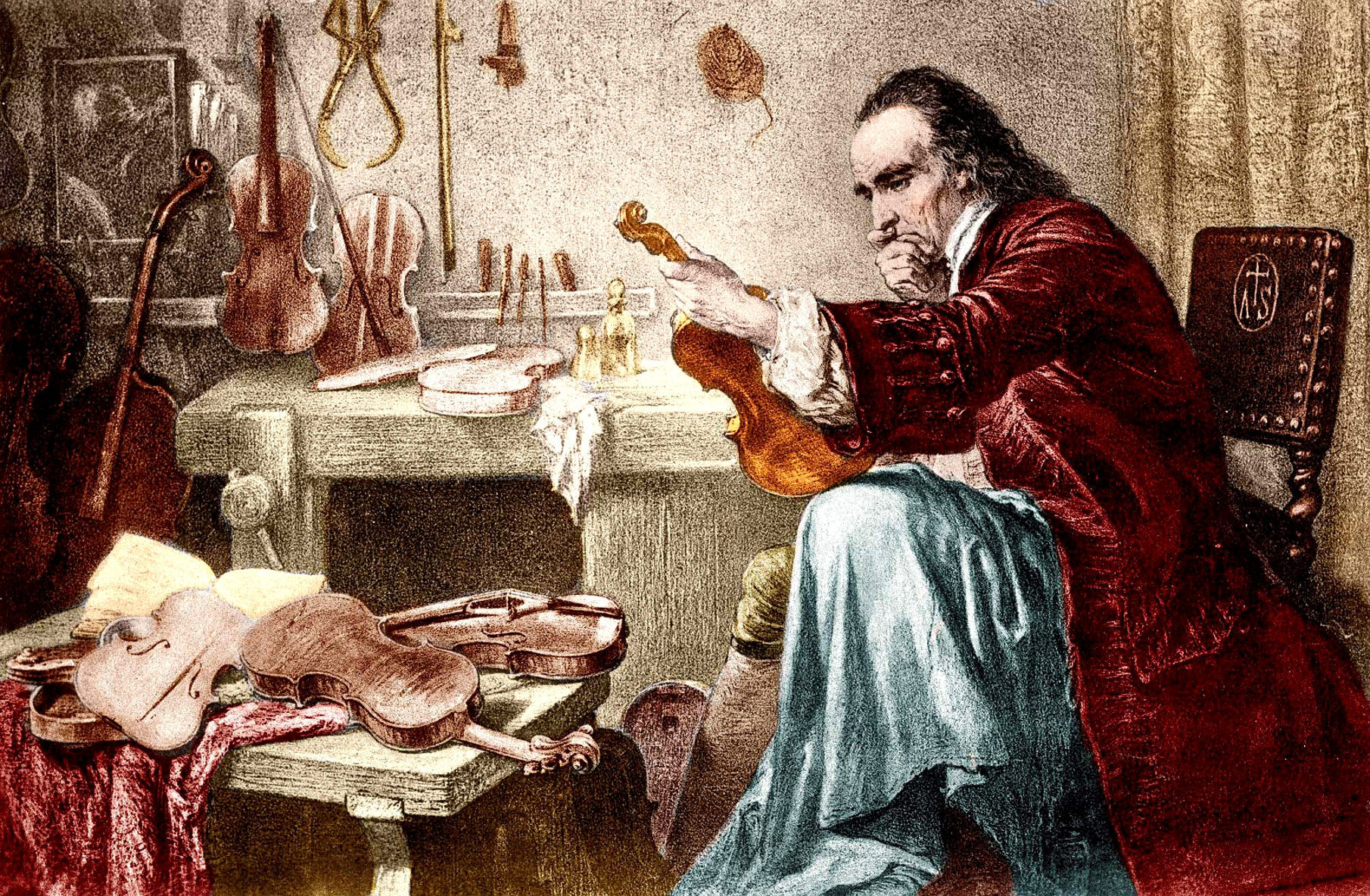
Antonio Stradivari.

- 1737: Antonio Stradivari, violinista y lutier italiano (n. 1644).
- 1799: Jean-Étienne Montucla, matemático francés (n. 1725).
- 1803: Johann Gottfried Herder, filósofo, teólogo y poeta alemán (n. 1744).
- 1829: Jean-Baptiste Lamarck, botánico y zoólogo francés (n. 1744).
- 1848: Bernard Bolzano, matemático checo (n. 1781).
- 1864: José Justo Corro, político mexicano (n. 1794).
- 1869: Louis Moreau Gottschalk, compositor y pianista estadounidense (n. 1829).
- 1877: Philipp Veit, pintor alemán (n. 1793).
- 1880: Michel Chasles, matemático francés (n. 1793).
- 1888: Eagle Woman, activista siux, primera y única mujer reconocida como jefa del pueblo síux (n. 1820).
- 1892: Richard Owen, paleontólogo británico (n. 1804).
- 1914: Ingram Bywater, filósofo británico (n. 1840).
- 1930: Edward José, actor y director cinematográfico belga (n. 1865).
- 1932: Eduard Bernstein, político alemán (n. 1850).
- 1936: Andrija Mohorovičić, meteorólogo y sismólogo croata (n. 1857).
- 1936: Leonardo Torres Quevedo, ingeniero e inventor español (n. 1852).
- 1956: Pedro Luna, pintor chileno (n. 1896).
- 1957: Juan Alfonso Carrizo, escritor argentino (n. 1895).
- 1966: Tara Browne, socialité irlandés (n. 1945).
- 1969: Áurea Cuadrado Castillón, anarcofeminista española (n. 1894).
- 1971: Bobby Jones, golfista estadounidense (n. 1902).
- 1971: Diana Lynn, actriz estadounidense (n. 1926).
- 1975: Theodosius Dobzhansky, genetista soviético (n. 1900).
- 1980: Alexei Kosygin, político soviético (n. 1904).
- 1982: Hans-Ulrich Rudel, piloto alemán (n. 1916).
- 1987: Conny Plank, músico y productor alemán, de la banda Moebius & Plank (n. 1940).

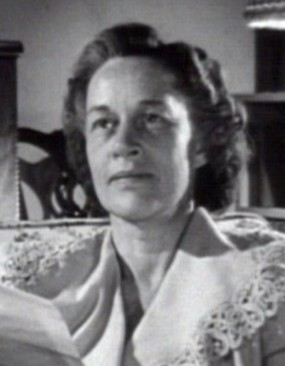
Anne Revere.

- 1990: Anne Revere, actriz estadounidense (n. 1903).
- 1990: Paul Tortelier, compositor francés (n. 1914).
- 1991: George Abecassis, piloto de Fórmula 1 británico (n. 1913).
- 1992: Pedro Huilca Tecse, sindicalista peruano (n. 1949).
- 1993: Francisco Rojas Villegas, médico y político chileno (n. 1909).
- 1993: Sam Wanamaker, actor estadounidense (n. 1919).
- 1995: Konrad Zuse, ingeniero alemán (n. 1910).
- 1996: Yuli Jaritón, físico ruso (n. 1904).
- 1997: Chris Farley, actor y comediante estadounidense (n. 1964).
- 1998: Lev Dyomin, astronauta soviético (n. 1926).
- 1998: Agustín Barboza, cantante y compositor paraguayo (n. 1913).
- 1999: Robert Bresson, cineasta francés (n. 1901).
- 2000: Kirsty MacColl, cantautora británica (n. 1959).
- 2000: Támara, cantante colombiana (n. 1954).
- 2001: Gilbert Bécaud, cantante francés (n. 1927).
- 2001: Marcel Mule, saxofonista clásico, solista y pedagogo francés (n. 1901).
- 2002: Ramon John Hnatyshyn, político canadiense (n. 1934).
- 2003: Charles Berlitz, escritor estadounidense (n. 1914).
- 2004: Anthony Sampson, periodista británico (n. 1926).
- 2006: Joseph Barbera, animador, director y productor estadounidense (n. 1911).
- 2007: Alan Wagner, hombre de negocios estadounidense (n. 1931).
- 2008: Majel Barrett, actriz estadounidense (n. 1932).
- 2008: William Mark Felt, agente del FBI estadounidense (n. 1913).
- 2010: Norberto Díaz, actor argentino (n. 1952).
- 2010: Jacqueline de Romilly, filóloga y escritora francesa (n. 1913).

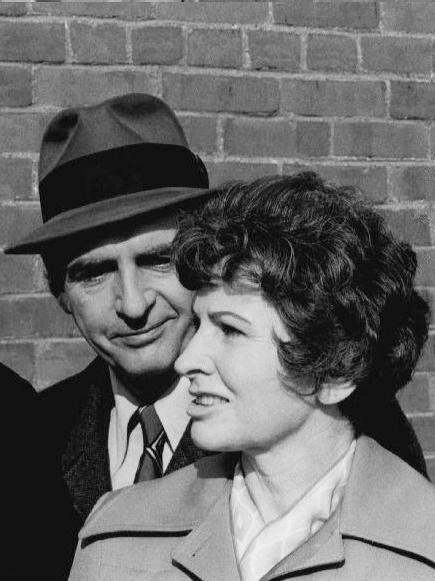
Dan Frazer con la actriz Jean LeBouvier

- 2011: Dan Frazer, actor estadounidense (n. 1921).
- 2011: Václav Havel, político y escritor checo (n. 1936).
- 2012: Mustafa Ould Salek, presidente mauritano (n. 1936).
- 2014: Francisco Porrúa, editor y traductor literario hispanoargentino (n. 1922)
- 2014: Ana Raquel Satre, soprano uruguaya (n. 1925).
- 2015: Jesús Samper, empresario español (n. 1950).
- 2016: Gustavo Quintero, cantante colombiano (n. 1939).
- 2016: Léo Marjane, cantante francesa (n. 1912)
- 2017: Jonghyun, cantante surcoreano (n. 1990).
- 2017: Ricardo Miledi, neurocientífico mexicano (n. 1927).
- 2019: Abbey Simon, pianista estadounidense (n. 1920).
- 2019: Claudine Auger, actriz francesa (n. 1941).
- 2020: Michael Jeffery, militar y político australiano, gobernador de Australia, 2003-2008 (n. 1937).
- 2020: José Vicente Rangel, periodista y político venezolano (n. 1929).
- 2020: Aristóteles Sandoval, político mexicano, gobernador de Jalisco, 2013-2018 (n. 1974).
- 2021: Sayaka Kanda, seiyū y cantante japonesa (n. 1986).
- 2022: Ivan Hamaliy, futbolista y entrenador de fútbol ucraniano nacido soviético (n. 1956).
- 2022: Juan Giaconi Gandolfo, médico y político chileno (n. 1945).
- 2022: Lando Buzzanca, actor y comediante italiano (n. 1935).
- 2022: Terry Hall, músico británico (n. 1959).
- 2022: Xi Xi, escritora y guionista china (n. 1938).
- 2023: Giovanni Anselmo, escultor italiano (n. 1934).
- 2023: Pilarín Bueno, cantadora de jota aragonesa española (n. 1944).
- 2023: Susanna Parigi, cantautora italiana (n. 1961).

## Celebraciones
- Día Internacional del Migrante.

- Día Internacional de la Lengua Árabe.

 Por países
(Por orden alfabético)
- Catar: 
  - Día Nacional.

- España: 
  - Día Nacional de la Esclerosis Múltiple.[2]

- Níger: 
  - Día de la República.

### Santoral católico

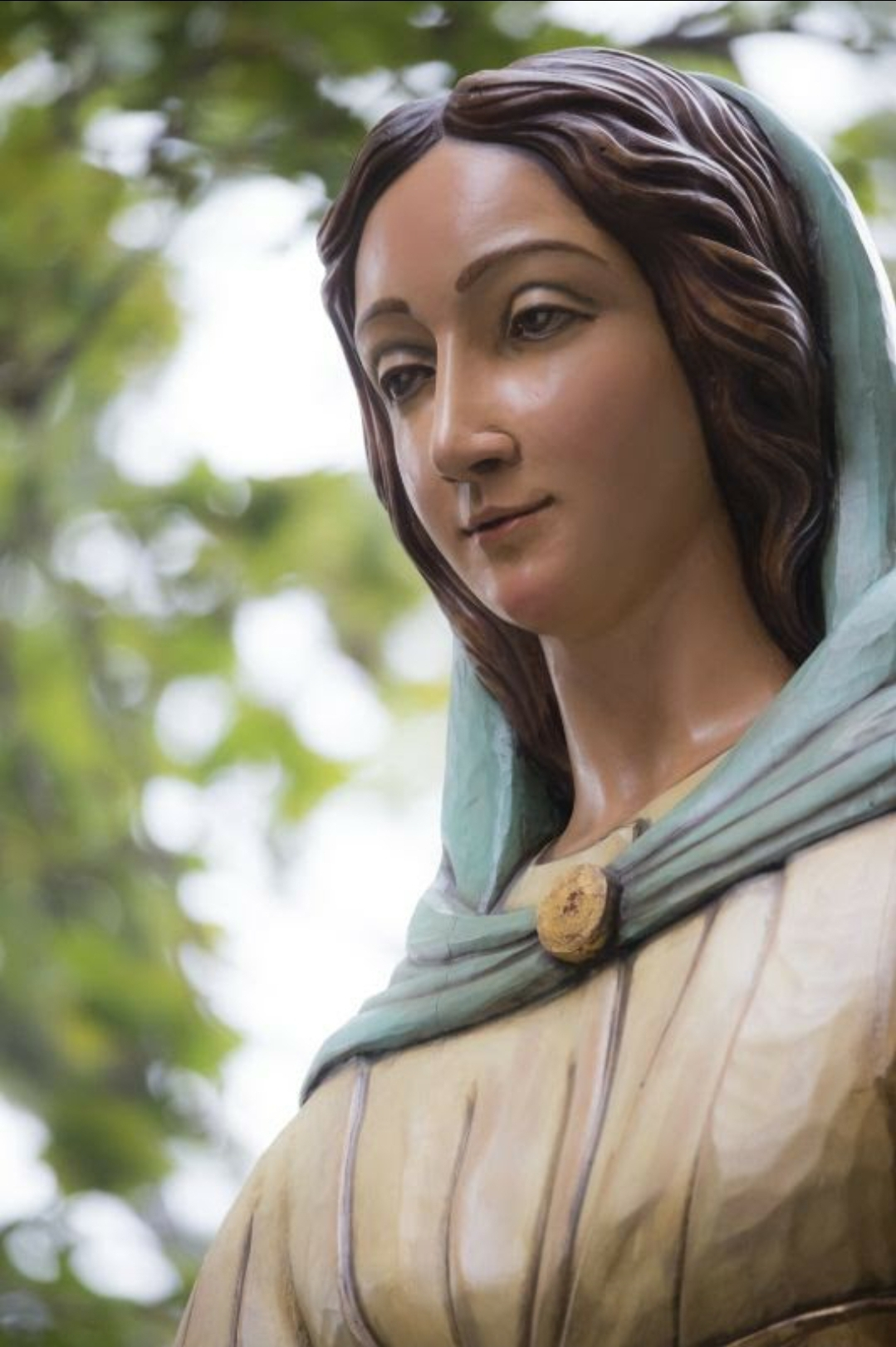
Virgen de la Esperanza.

- Festejo del día: Nuestra Señora de la Esperanza.[3](imagen ilustrativa).
- Santa María de la O.
- San Malaquías, profeta.[3]
- Santos Namfamon, Miginio, Sanámis y Lucita de África, mártires.
- San Gaciano de Tours, obispo (s. III).[3]
- San Flananio de Killaloe, obispo (s. VII).[3]
- San Vinebaldo de Heidenheim, abad (761).
- Santos Pablo Nguyen Van My, Pedro Truong Van Duong y Pedro Vu Van Truat, mártires (1838).
- Beata Nemesia Valle, virgen (1916).[3]